# Adolf-Grimme-Preis 1980
Der 16. Adolf-Grimme-Preis wurde 1980 verliehen. Die Preisverleihung fand am 20. März 1980 im Theater Marl statt.
Im Rahmen der Veranstaltung wurden neben dem Adolf-Grimme-Preis noch weitere Preise, unter anderem auch der „Publikumspreis der Marler Gruppe“, vergeben.

## Preisträger

### Adolf-Grimme-Preis mit Gold
- Thomas Draeger (für die Regie bei Metin, ZDF)

### Adolf-Grimme-Preis mit Silber
- Peter Lustig (Buch und Regie) und Anne Voss (Buch) (für die Sendung Pusteblume, ZDF)
- Ludwig Metzger (Redaktion), Christoph Hübner (Buch und Regie), Gabriele Voss (Buch und Regie) und Alphons Stiller (Buch) (für die Sendung Lebens-Geschichte des Bergarbeiters Alphons S., WDR)
- Paul Karalus (für Buch und Regie bei Endlösung, WDR)
- Leonie Ossowski (Buch) und Marianne Lüdcke (Regie) (für die Sendung Die große Flatter, WDR)

### Adolf-Grimme-Preis mit Bronze
- Joachim Roering (für Buch und Regie zu Drei Bürger zum Geburtstag, ZDF)

### Besondere Ehrung
- Karl Holzamer (für seine Verdienste bei der Entwicklung des öffentlich-rechtlichen Fernsehens in der Bundesrepublik Deutschland)
- Horst Hano (für seine Berichterstattung über die Entwicklungen auf der Iberischen Halbinsel)
- Ingo Hermann (stellvertretend für die Programmleistungen der Redaktion Bildung und Erziehung auf allen Gebieten des Bildungsfernsehens beim ZDF)

### Ehrende Anerkennung
- Michael Braun (für die Regie bei Disco is Disco, WDR)
- Hans-Jürgen Usko (für die Produktion der Sport-Spiegel-Folge Preisboxer, ZDF)
- Rainer Nohn (für die Produktion von Kontaktschuppen, WDR)
- Helga Reidemeister (für die Regie bei Von wegen „Schicksal“, ZDF)

### Sonderpreis des Kultusministers von Nordrhein-Westfalen
- Adrian Maben (für die Regie bei Monsieur Rene Magritte, WDR)

### Publikumspreis der Marler Gruppe
- Christian Herrendoerfer (für die Sendung Kahlschlag – die zweite Energiekrise)
- Metin, ZDF
- Kennzeichen D, ZDF
- Drei Bürger zum Geburtstag, ZDF
- Dieter Hildebrandt (für die Sendung Notizen aus der Provinz, ZDF)
- Fritz Kremser (für die Sendung Das ist, wie wenn ein toter Vogel schreit	)
- Adrian Maben (für die Sendung Monsieur Rene Magritte, WDR)